# 1858 au Nouveau-Brunswick
Chronologie du Nouveau-Brunswick
- 1854
- 1855
- 1856
- 1857
- 1858
- 1859
- 1860
- 1861
- 1862

Cette page concerne des événements survenus en 1858 dans la colonie du Nouveau-Brunswick.

## Naissances
- 14 juillet : Pierre Léger, député.
- 16 septembre : Andrew Bonar Law, premier ministre du Royaume-Uni.
- 31 octobre : Thomas Aaron Hartt, député.
- 13 novembre : Jean-Baptiste Goguen, député.